# مارک درپر
مارک درپر (انگلیسی: Mark Draper؛ زادهٔ ۱۱ نوامبر ۱۹۷۰) یک بازیکن فوتبال است. او عضو تیم ملی فوتبال زیر ۲۱ سال انگلستان در سال ۱۹۹۱ بود.